# Sojajoghurt

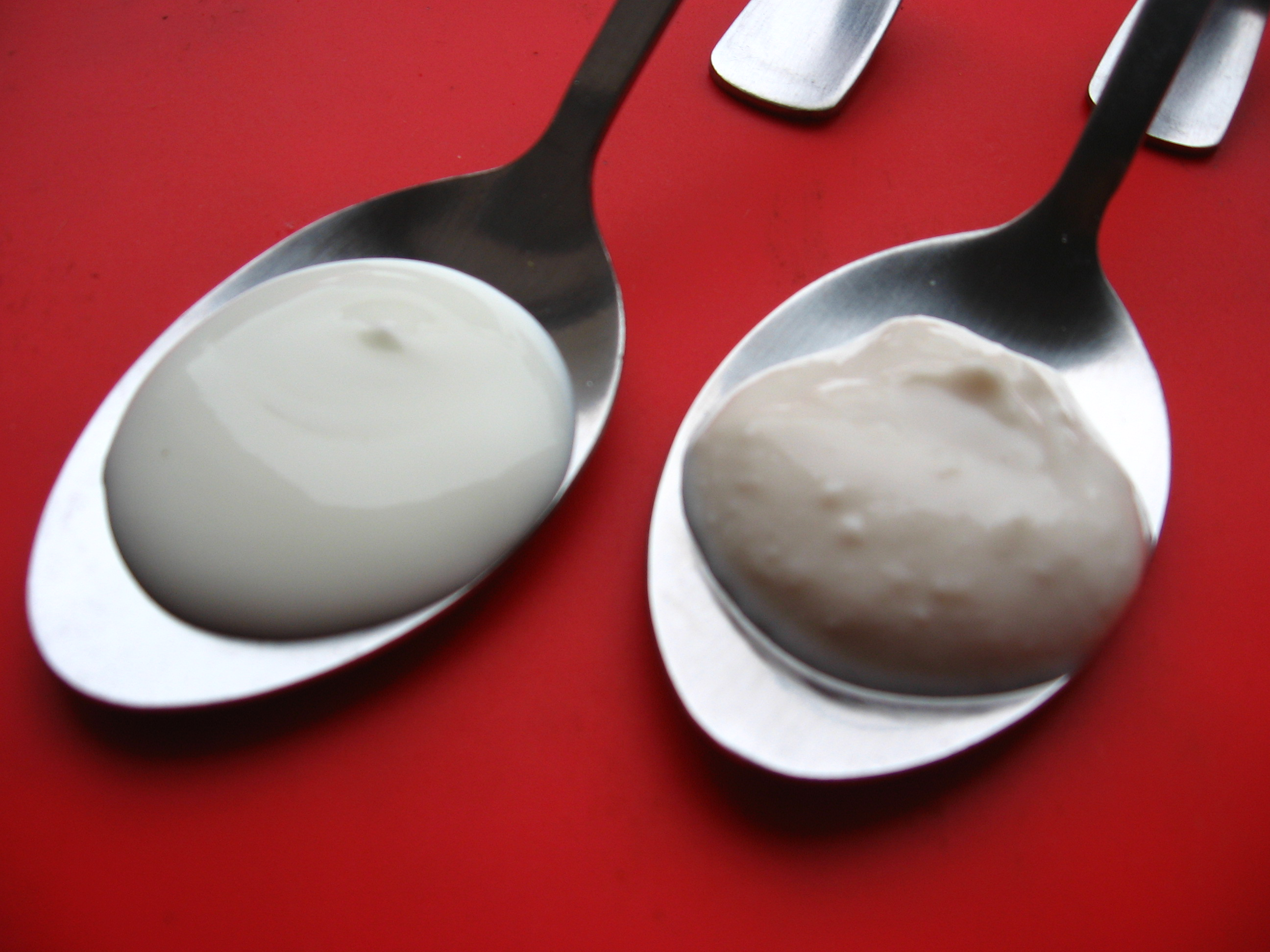
Kuhjoghurt (links) und Sojajoghurt (rechts) im optischen Vergleich

Sojajoghurt ist ein durch Fermentierung hergestelltes Nahrungsmittel aus Sojamilch, das in seinen Eigenschaften Joghurt ähnelt.

## Herstellung
Sojajoghurt wird ähnlich wie Kuhmilchjoghurt durch Fermentierung hergestellt. Man versetzt Sojamilch mit Milchsäurebakterien, meist Lactobacillus delbrueckii subsp. bulgaricus und Streptococcus salivarius subsp. thermophilus, wodurch die Sojamilch gerinnt und ein stichfestes joghurtähnliches Produkt mit leicht säuerlichem Geschmack entsteht. Die Konsistenz ist etwas weicher als bei Kuhmilchjoghurt, weshalb manchmal noch Verdickungsmittel zugegeben werden.
Wie bei Joghurt ist auch eine Herstellung zu Hause möglich – durch Zugabe von Joghurtferment oder bereits fertigem Sojajoghurt zu körperwarm erwärmter Sojamilch in einem Joghurtgerät. Dadurch entsteht nach einigen Stunden Fermentation Sojajoghurt. Die Prozedur kann beliebig oft wiederholt werden. Festerer Sojajoghurt kann hergestellt werden, indem man vor der Fermentierung Zucker zur Sojamilch hinzufügt (maximal 10 g auf 1 Liter Sojamilch). Sojamilch enthält naturgegeben kaum Zucker, Kuhmilch hingegen ungefähr 5 %. Zucker dient als "Nahrung" für die Milchsäurebakterien und fördert so die Fermentierung. Der erhaltene Sojajoghurt wird dadurch geschmacklich intensiver gesäuert.

## Inhaltsstoffe
100 g Sojajoghurt pur, ohne Fruchtzubereitung, haben einen durchschnittlichen Energiegehalt von 245 kJ (59 kcal) und enthalten 4,7 g Eiweiß, 3,2 g Kohlenhydrate und 2,7 g Fett. Je nach Produkt und Hersteller können diese Werte leicht abweichen. Sojajoghurt enthält außerdem Isoflavone und wird von den Herstellern zumeist mit Calcium angereichert.
Sojajoghurt ist frei von Gluten, Cholesterol sowie Milcheiweiß und Laktose. Menschen mit einer Kuhmilchallergie oder einer Laktoseintoleranz können ihn deshalb ohne Beschwerden verzehren. Da er keinerlei tierische Produkte enthält, eignet er sich auch für die vegetarische beziehungsweise vegane Ernährungsweise.

## Bezeichnung
In der Europäischen Union darf Sojajoghurt (wie auch Sojamilch) nicht unter dieser Bezeichnung verkauft werden. So heißt es in der europäischen „Verordnung (EWG) Nr. 1898/87 des Rates über den Schutz der Bezeichnung der Milch und Milcherzeugnisse bei ihrer Vermarktung“, Artikel 2 (2): „Milcherzeugnisse […] sind ausschließlich aus Milch gewonnene Erzeugnisse. […] Folgende Bezeichnungen sind ausschließlich Milcherzeugnissen vorbehalten: […] Joghurt – Kefir – Kumys.“
Der Begriff „Sojajoghurt“ wird also vor allem umgangssprachlich verwendet, die Hersteller verwenden meist Kunstwörter wie Yofu (ein Kofferwort aus engl. Yoghurt und Tofu), „Sojagurt“ oder ähnliches.

## Hersteller von Sojajoghurt
- Berief Feinkost (Marke Sojafit)
- Alpro (Soja-Sparte von Danone)
- Joya (österreichischer Hersteller)
- Provamel (Bio-Sparte von Alpro)
- Savia (Soja-Sparte von Danone)
- Sojade (französischer Hersteller)